# 香積寺 (石巻市)
香積寺（こうしゃくじ）は、宮城県石巻市桃生町城内にある曹洞宗の寺。山号は中津山（ちゅうしんざん）。

## 沿革
山号の中津山（ちゅうしんざん）は、地域の地名、中津山（なかつやま）として現在でも使われている。1555年（康治1年）に
開山したのは、登米市登米町寺池の龍源寺2世の法庵玄器大和尚。現在の愛知県出身と伝わっている。
1565年（永禄8年）曹洞宗に改宗し、2015年現在の住職が33代目。今日でも祈祷札の木版が残っているという。
1873年（明治6年）5月1日、中津山公立小学校が香積寺で創始。
仙台藩の四大画家の一人菊田伊洲によって百花や鳥などが描かれた格子造りの花天井がある。

## アクセス
- 三陸沿岸道路桃生豊里ICより車で約5分
- JR東日本気仙沼線陸前豊里駅より車で約5分

## 近隣の寺院
- 香林寺